# Berta von Mühlenfels
Berta Friedrika Maria von Mühlenfels, född 20 oktober 1850, död 1872, var en svensk porträtt och djurmålare.
Hon var dotter till häradshövdingen Gustaf von Mühlenfels och hans hustru Marie Agate Wilhelmina. Hon studerade konst vid Konstakademin 1867–1871. Hon medverkade i akademins konstutställningar. Hennes konst består av porträtt och olika djurmotiv utförda i olja.